# Neolophonotus vermiculatus
Neolophonotus vermiculatus là một loài ruồi trong họ Asilidae. Neolophonotus vermiculatus được Londt miêu tả năm 1988. Loài này phân bố ở vùng nhiệt đới châu Phi.